# تله موج

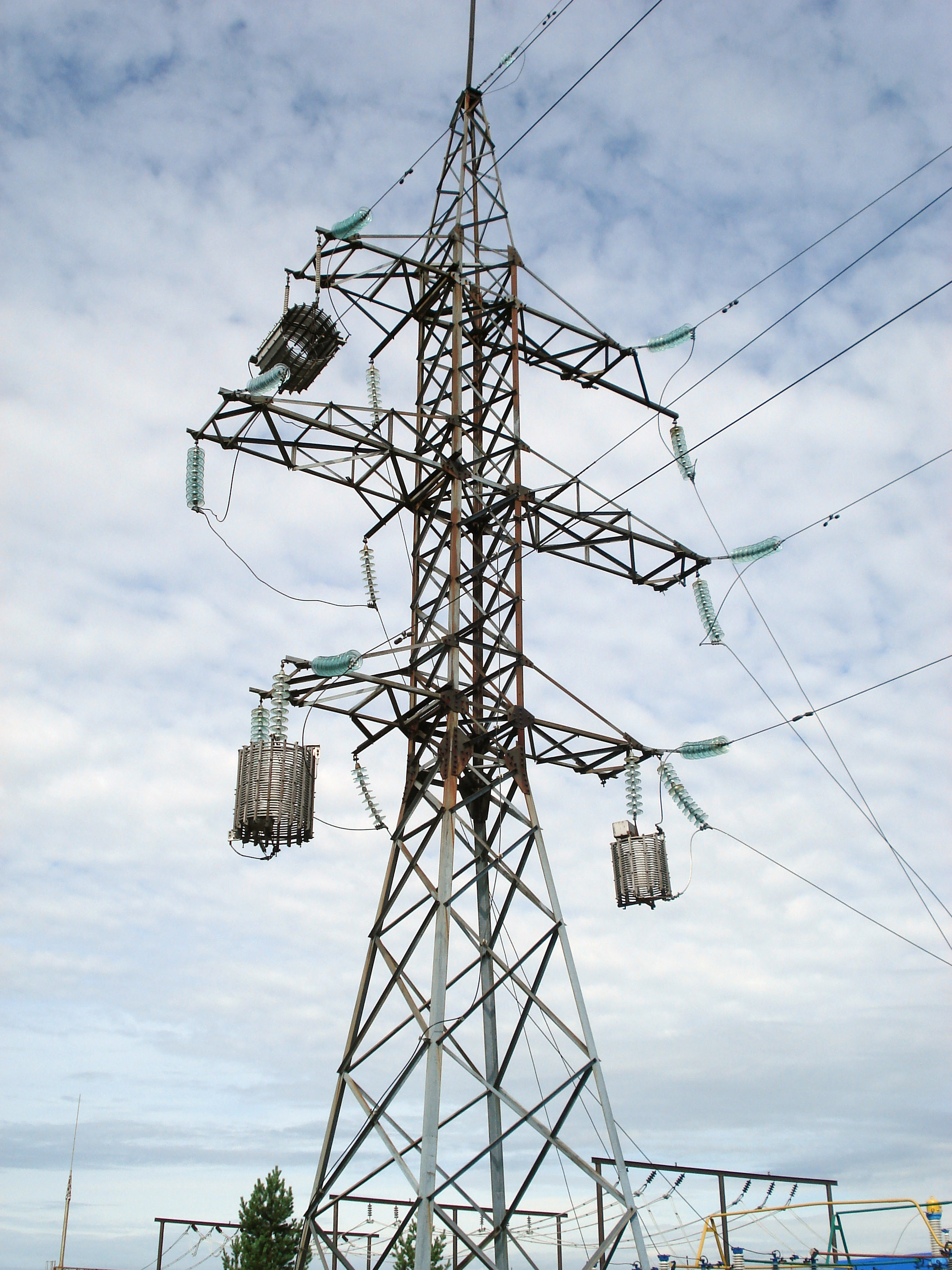
تله موج‌های کار گذاشته بر روی یک توانراه نیرو

تله موج (Line Trap) دستگاهی است که از کنار هم گذاشتن سلف و خازن موازی ساخته شده و برای جلوگیری از ورود موج‌های بسامد بالا که از سوی دستگاه پی ال سی روی توانراه‌ها سوار می‌شود به کار می‌رود و از آنجایی که این دستگاه در جلوی راه خط نهاده می‌شود می‌باید تاب و توان گردش خط در باشه و وضعیت همیشگی و همچنین به هنگام اتصال کوتاه (Short circuit) را دارا باشد. روی هم رفته می‌توان گفت که تله موج در اصل یک پالونه و فیلتر فرکانسی است. جای نهاده شدن تله موج به طور سری پس از برقگیر و C.V.T یا کوپلینگ انباشتاری و به سوی پست است که بر روی یک یا دو یا سه فاز می‌باشد.

## کاربردهای تله موج
موج گیرها بگونه سری در پایان توانراه‌ها در پست‌ها کار گذاشته می‌شوند و طراحی آن بایستی به گونه‌ای باشد که جریان‌های نامی را به طور جاودان و جریان‌های چرخه کوتاه را بگونه گذرا بگذرانند؛ بنابراین در پست‌ها پس از ترانسفورماتور ولتاژ کار گذاشته می‌شوند. بسامد این تله موج‌ها در شبکه ایران از 30 k Hz تا 50 k Hz دگرگون می‌شود. تله موج بایستی توانا به جلوگیری از گذر این سیگنال‌ها باشد و برای هر موج گیر یک باند بندنده که پهنای آن در حدود 100 k Hz می‌باشد، فراهم می‌نماید.
دو خواسته بنیادی از بکارگیری تله موج در شبکه دنبال می‌شود:
1. همانگی خط با ناگذرایی تعریف شده(Surge Impedance) بدون نگرش به وضعیت بهره‌برداری در شبکه فشار بالا پشت تله موج. (این ویژگی تله موج بازدارنده هرز توان سیگنال کاربر در پی نشت آن به شبکه پشت تله موج، که شاید با کلید زنی آرایشهای مختلفی داشته باشد، خواهد شد).
2. کرانمند و محدود ساختن سیگنالهای مخابراتی به بخشی از سامانه توان که تله موج در پایان آن جای دارد (شبکه مخابراتی) و جلوگیری از رخنه این سیگنالها به شبکه‌های همسایه (چنانچه این خواسته برآورده شود، می‌توان در بخشهای دیگر شبکه دوباره از باندهای بسامد همسان بهره برد).

از توانراه‌ها برای فرستادن سیگنال‌های گوناگون مانند سیگنال‌های اندازه‌گیری، فرمان از راه دور، گفت و شنودهای راه دور، سیگنال‌های پناه، فرستادن و دریافت فرمان از ایستگاه‌های دیگر به کار گرفته می‌شود. برای جلوگیری از همشنوایی این سیگنال‌ها که کمابیش دارای بسامد بالا می‌باشند و همچنین برای جلوگیری از راهیابی سیگنال به بخش‌های دیگر از موج گیرها به کار گرفته می‌شود.

## شیوه کارکرد تله موج
تله موج بر روی C.V.t سوار شده و با رسیدن سیگنال بسامد بالا به پست باید از راهیابی آن به سوی درون پست جلوگیری شود زیرا این بسامد بالا مایه آسیب به کالاهای پست خواهد شد. برای جلوگیری از این رویداد، دستگاه Line Tarp به کار گرفته می‌شود. این دستگاه دارای یک انباشتار و سلف شایسته نرده‌ای (Parallel) می‌باشد که از برای سیگنال با بسامد بالا همنوایی (رزونانس) در آن روی داده و ایستادگی آن بسیار بزرگ می‌شود حال آنکه گردش با بسامد HZ 50 را به سادگی از آن گذر داده و ایستادگی در برابر آن نشان نمی‌دهد. همچنین این پالونه مایه آن می‌شود که سیگنال با بسامد بالا به پناه افزار‌ها و دستگاه‌های اندازه‌گیری همواره ولتاژی که در سوی دومینه ترانسفورماتور ولتاژ لازم است نرود.
برای پیوند میان موج P.L.C با توانراه از C.V.T بهره گرفته می‌شود. ناگذرایی C.V.T در برابر موج P.L.C بسیار کم ولی در برابر بسامد HZ 50 بسیار بزرگ است. همچنین، بخشی از ولتاژ خط در پایان C.V.T که مقدار آن می‌تواند به چندین KV برسد، که این موج از راه سیم پیچ تهی سازی زمین گردد.
از دورنرفت موج P.l.C به درون پست بایستی جلوگیری گردد؛ چون می‌تواند از راه سکسیونر زمین و نوک صفر ترانسها زمین شود یا روی رله‌های بسامد بالا تأثیر بگذارد. از اینرو باید تله موج گذاشت تا گذاشتار و اجازه راهیابی بسامد HZ 50 را به درون پست بدهد ولی پست گذاشتار راهیابی بسامد P.l.C ندهد. اما اگر یک عدد تله موج روی فاز باشد شاید آن فاز در پی پارگی، پیوند P.L.C را رها خواهد کرد. برای بالا بردن ضریب اطمینان از دو عدد تله موج بهره برده می‌شود. اگر در این باشه هم یکی از این فازها پاره شد، بایستی دو سواساز بسته شوند تا بین زمین و یک فاز درست P.L.C عمل نماید؛ ولی در باشه‌ای که هر دو سواساز باز باشند و هر دو سیم سالم باشند، موج P.L.C بین فاز و فاز رفتار می‌کند و اگر پست از راه برجهای دو چرخه به پست دیگر چسبیده است، بهتر است پالونه بسامد را روی فاز میان یک چرخه و فیلتر بسامد HZ 50 دیگر را هم روی فاز میان چرخه دوم گذاشت.

## توانراه‌های نیرو و تله موج
توانراه‌ها به عنوان سیم‌های پیوندی بین دو پست نقش دارند. برای بهره بردن از این بافه‌های ولتاژ بالا و بسامد ۵۰ هرتز برق نیاز به کالاهایی است که بتواند دانستار و صدا و سیما را با بسامدی معلوم (بیشتر بین ۳۰۰ تا ۲۰۰۰ هرتز) بروی سامانه توان جابجا نماید. این ابزار به تله موج شناخته می‌شود که دربردارنده بخش‌هایی است و آراستار و تنظیمات ویژه خود در ولتاژهای گوناگون را دارد.

## بخش‌های گوناگون تله موج
تله موج از بخش‌های گوناگونی ساخته شده است. از میان آنها بخش‌های بنیادی تله موج، که نشان دهنده رفتار وسیله در سامانه توان و سامانه گزارمان هستند، در زیر آمده‌اند:
1. پیچک نخستین (Main coil)
2. ابزار آراستار (Tuning device)
3. پناه افزار (Protective device)
4. پایانه‌های پل تله موج به سامانه توان
5. حلقه نگهداری کننده از کرونا
6. اسپایدر (Spider)
7. زنجیر آویز (Suspension ring)
8. نوارهای نگهدارنده (Insulated tie bars)
9. پایه (برای سوار کردن تله موج روی پایه)
10. توری برای جلوگیری از درون آمدن پرندگان

### پیچک نخستین (Main coil)
پیچک بنیادی نقش یک سیم پیچ را در تله موج انجام می‌دهد. یک تله موج در جای درآمدن توانراه به پست فشار بالا و سری با خط نهاده می‌شود. از این رو، پیچک نخستین که آرنگ و پل میان سامانه توان و ایستگاه برق است، افزون بر چندوچون آب و هوایی پست باید بتواند همه ویژگی‌های جدایی ناپذیر توانراه، همچو گردش نامی، گردش چرخه کوتاه، تنشهای ولتاژی و مکانیکی شبکه را تاب بیاورد. بیشتر تله موج‌ها باید از دسترسپذیری (Availability) بالایی برخوردار باشند. طراحی آنها باید آنچنان باشد که در درازای زندگی سودمند خود با کمترین شمار آسیب و زمان بازسازی و نگهداری روبرو گردند. زیرا هر بار بیرون رفتن تله موج از چرخه به معنی از دست دادن یک توانراه می‌باشد. از این نظر، ویژگی‌های همگانی که در زیر به میان می‌آیند دارای ارزش بسیاری در برنامه‌ریزی و کشیدار ساختمان پیچک نخستین می‌باشند.
پیچک نخستین از یک رسانا که بگونه استوانه‌ای پیچیده می‌شود پدید آمده است. در دو پایانه آن، پیچک به پایانه‌هایی پایان می‌گیرد که از یک سو به توانراه و انباشتار کوپلاژ و از سوی دیگر به پست پرفشار پیوسته می‌گردد. رسانای پیچک بنیادی بیشتر از جنس آلومینیوم و بگونه رشته‌ای (Stranded) با برینه (cross section) مستطیلی ساخته می‌شود. جداسازی نمونه زنجیره‌های کنار پیچک به دو روش عمومی فراهم می‌گردد. هر یک از این روشها دارای برتری‌ها و کمبودهایی هستند که در زیر بررسی می‌شوند:
۱- پیچک بنیادی با جداگر هوا (Non-insulated / Air-insulated)
در این روش که روش پر کاربردتری است، رسانای آلومینیومی با اینکه به دور از پوشش جداگری بوده و یکراست با هوای آزاد در تماس است، پیچیده می‌شود. ایستادگی الکتریکی میان زنجیره‌ها از سوی راه‌های هوایی فراهم می‌گردد. این راه‌های هوایی از دید فیزیکی از سوی مجموعه‌ای از دورنگهدارها (Spacers) و با نوارهای جداگری از Fiberglass نگه داشته می‌شوند. برای افزایش پایداری این جداگرها در برابر شرایط گوناگون آب و هوایی گونه‌ای Rosin هم به آن می‌افزایند. در هنگام رخداد یک چرخه کوتاه، نیروهای پدید آمده از سوی این دور نگهدارها یا نوارهای جداگری جذب می‌شوند.
با این آرایش، هر یک از رشته‌های پدیدآورنده رسانای نخستین در همسایگی هوا اکسیده شده و یک لایه جداگری در لایه بیرونی خود پدیدمی‌آورند. این لایه جداگری می‌تواند شدت گردشهای گردابی (Eddy current) برآمده از میدان آهنربایی نیرومند درون پیچک را کم کرده و از هرز توان گرمایی پیچک بکاهد. همچنین داد و ستد گرمایی میان پیچک و فراگرد بدون هیچ میانرخی (Interface) انجام می‌گیرد. در این روش، رسانای پیچک مستقیماً دستخوش آلودگی پیرامون بوده و شاید در باشه آشفته و نامناسب، فاصله خزشی (Creepage distance) میان زنجیره‌ها نیازمند نگرندگی و توجه ویژه باشد. برای اینکه اشیا بیرونی و پرندگان نتوانند با اندر آمدن به درون پیچک، چرخه کوتاهی میان زنجیره‌ها بسازند، باید در جاهایی که بخت این بیم پیش بینی می‌شود از تورهایی در هر دو سو پیچک (Bird barriers) برای پیش گیری از درآمدن اشیا بیرونی یا پرندگان بهره‌گیری نمود.
۲- روش دوم: پیچک بنیادی با پوشش جداگر (Insulated)
در این روش، در آغاز، رسانای آلومینیومی در یک پوشش جداگری از گونه Fiberglass و Resin پوشانده شده و سپس پیچانده می‌شود. بدین گونه، هر دو زنجیره کنار دست، در دو لایه جداگری گذاشته شده و پیچک از پایداری شایسته‌ای در برابر تنشهای برقی و مکانیکی برخوردار خواهد بود (در این باشه، نیروهای مکانیکی در راستای پیرامون هر زنجیره بگونه یکنواخت پخش می‌شوند، وارونه روش نخست که این نیروها را تنها نقاط ویژه از پیرامون زنجیره که دارای دوری نگهدار هستند، تاب می‌نمایند).
در این روش رسانای پیچک یکراست در نزدیکی هوای آزاد جای ندارد. این ویژگی، مایه آن می‌شود که گرفتاری آلودگی پیرامون و چرخه کوتاه میان زنجیره‌ها به سبب در اشیا بیرونی و پرندگان به درون پیچک نمایان نبوده و بنابراین نیاز به توری (Bird barrier) نیز نباشد. جابجایی گرمایی با پیرامون در این روش با میانرخ و دشوارتر از روش نخست انجام می‌گیرد. پیامدهای گرمایی و جنبشی چرخه کوتاه، گردش روزانه شبکه و بارها، مایه ترک خوردن پوشش رزینی شده و این از کاستی‌های این روش است. بکار بردن روکش جداگری روی رسانا پیچک نخستین، انباشتاری خودی (Self-capacitance) پیچک را افزایش داده و بدین گونه بسامد همنوایی(resonance frequency)آن را کوچکتر می‌نماید، دگرگونی که از نظر داد و ستد دانستار در سامانه گزارمان، دلخواه ارزیابی نمی‌شود. بسته به گردش نامی سامانه توان و اندوکتیویته خواسته شده سامانه داده فرستی، پیچک با سیم ساده یا دوتایی و بگونه تکه لایه یا چند لایه پیچیده می‌شود. چند لایه پیچیده شدن پیچک، گنجایش خودی آن را افزایش می‌دهد و همانگونه ایکه گفته شد این یک برتری برای آن به شمار نمی‌آید.
از دید مکانیکی، بیشترین نیروی درونه به تله موج، به هنگام گذر گردش چرخه کوتاه و در پیچک نخست آن رخ می‌دهد. افزون بر نیروهای درونه در دو راستای چرخگاهی (محوری) و پرتوی (شعاعی)، باید نیروهایی را که از راه پایانه‌ها انجام داده می‌شوند نیز انگاشته شوند. کمابیش، افسار و کنترل نیروهای درونه از راه پایانه‌ها با ویرایش و بهبود ایستایی آنها انجام می‌گیرد. همچنین باید از گذر جریان چرخه کوتاه از راه اسپایدرها دوری شود، زیرا این پدیده سبب پیدایش نیروهای الکترومغناطیسی بزرگ می‌گردد. برینه (Cross section) پیچک نخستین کمابیش بگونه مستطیلی ساخته می‌شود. با این شکل، اگر پیچک بگونه‌ای پیچیده شود که برهای کوچکتر مستطیل به سوی لایه‌های کناری استوانه باشد، پیچک از ایستادگی بیشتری برخوردار خواهد بود.
تله موج را می‌توان بر حسب وزن، اندازه، شمار، راه‌های هوایی روا، ویژگی‌های ترانسفورماتور ولتاژ انباشتاری (CVT)، پست و … انگاره گوناگون آویز، ایستاده (روی CVT با مقره اتکایی) یا خوابیده (روی مقره اتکایی) سوار نمود. سوار کردن خوابیده تله موج باعث کاهش نرخ جابجایی گرمایی آن می‌شود. برای بارگیری بهینه از تله موج سوار کردن ایستاده بهتر است.
هر پیچک، افزون بر اندوکتانس خودی Lt دارای یک انباشتاری بیرونی خودی Cr (Self-capacitance) هم می‌باشد. همانگونه ایکه گفته شد، این گنجایش انباشتاری از دید کمی پیرویاز از کشیدار و طراحی ساختمانی پیچک نخستین بوده و اندازه نسبی آن با افزایش بسامد بیشتر می‌شود. بسامد همنوایی خودی (Self-resonant frequency) یک پیچک، بسامدی است که در آن اندوکتانس راستین Lt با ظرفیت خودی Cr پیچک در شرایط همنوایی می‌باشند. برای کارکرد درست سیگنال کاربر، در برنامه‌ریزی ساختمان پیچک بنیادی در کنار دیگر ویژگی‌های لازم، باید در راستای افزایش بسامد همنوایی خودی کوشش گردد. برابر با استوان IEC 353 بسامد همنوایی خودی پیچک نخستین یک تله موج باید از kHz 500 بزرگتر باشد. مگر برای تله موج‌هایی که اندوکتانس نامی آنها از Mh 5/0 بزرگتر است و شاید دست یافتن به جنس شرطی از دید ساختمان فیزیکی انجام نباگرفت.

### ابزار آراستار (Tuning device)
یک ابزار آراستار آرایه‌ای از خازنها، سلفها و ایستادگیها است که از دید فیزیکی در درون و از دید الکتریکی همراستا با پیچک بنیادی کار گذاشته می‌شود. ابزار آراستار TD و پیچک بنیادی MC، از دید سامانه داده فرستی، بگونه یک یا یک یا چند بسامد برش یا یک پهنای برش گسترده رفتار می‌کنند.
یک تله موج باید از دسترسی پذیری (Availability) بالایی در درازای زندگی خود بهره‌مند باشد. زیرا هر بار بازسازی تله موج یا جایگزینی و آراستار دوباره ابزار آراستار به چم برش و از دست دادن یک توانراه است از این نظر به معنی قابلیت اعتماد سامانه PLC و فرستادن مطمئن سیگنالهای کاربر، ابزار آراستار در درجه نخست اهمیت جای دارد. بدین سان، برنامه‌ریزی ابزار آراستار باید آنچنان باشد که به دلیل افزایش دما و با میدان آهنربایی در درون پیچک بنیادی (در پی گذر گردش نامی IN، گردش کوتاه زمان بامی IKN و با افزوده بارهای پیش بینی نشده) هیچگونه آسیب فیزیکی ندیده و نیز جابجایی چشمگیری در ویژگی برش یا بازدارندگی تله موج (Blocking requirements) پدید نیاید. افزون بر این، برای پناه آراستار در برابر چندوچون آب و هوایی گوناگون بایستی این تکه‌ها در یک قفس رخنه ناپذیر یک یا چند لایه‌ای جاسازی شوند. برای نگهداری ابزار آراستار در برابر تنشهای ولتاژی، باید در ارزیابی ایستادگی جداگری آن از یک کناره پناه مطمئن در برابر افزوده ولتاژهای گذرا و لایه‌هایی پناهی پناه افزار PD به کار گرفته شود. ابزار ساماندهی باید آنچنان در درون پیچک نخستین کار گذاشته شود که توانایی جایگزینی و ساماندهی آن بدون دستگاری تله موج فراهم باشد.

### آذرخش گیر
برای زمین کردن افزوده ولتاژها در درون سیم پیچ، آذرخش گیر کار گذاشته می‌شود. البته در دوسر سیم پیچ هم برای جلوگیری از آذرخش می‌توان زنجیره‌های کران کننده پیش بینی شود.

### دیگر بخش‌ها
پیچک بنیادی در دو پایانه دو اسپایدر (Spider) پایان می‌گیرد. اسپایدرها کمابیش دارای ۴ یا ۶ یا ۸ بازو بوده و باید از ماده‌های نا آهنربایی (غیر آهنربایی) ساخته شوند تا بدین گونه از گرم شدن آنها در پی میدانهای آهنربایی نیرومند درون پیچک جلوگیری شود. با این ساختمان، پیچک بنیادی یک استوانه خود نگهدار (Self-supporting) را می‌سازد و می‌تواند بیاری یک پایه نگهدارنده (Pedestal) روی بشقابک (مقره)های پشتوانه‌ای، خازن کوپلاژ یا CVT کار گذاشته شود. پایه نگهدارنده نیز به دلیل‌های گفته شده، باید در ماده‌های غیر آهنربایی ساخته شود. افزون بر اینکه پایه یاد شده باید از بلندی به اندازه برخوردار باشد تا بدینگونه گرمای بیش از آستانه روا به مقره، خازن کوپلاژ یا CVT جدا نگردد. در تله موج‌هایی که بگونه آویز کار گذاشته می‌شوند، در یک گنجینه، تسمه‌های نگهدارنده (Tie bars) که اسباندر بالایی را به اسباندر زیرین وصل می‌کند، بهره می‌برند. ایستادگی کششی تله موج پیرفتار (function) شمار و ایستادگی این تسمه‌های نگهدارنده جداگر که از جنس Fiberglass + Resin ساخته می‌شوند، می‌باشد. برابر با استوان IEC 353 ایستادگی کششی تله موج‌های آویزی دستکم باید دو برابر سنگینی تله موج افزون بر N 5000 باشد. گاهی برای جلوگیری از نوسان تله موج‌های آویزی و حفظ دستکم راه‌های هوایی روای آنها را باز سوی زنجیره لنگر (Anchor ring) مهار می‌کنند.
بر پایه نیاز می‌توان بخش‌های دیگری همچو زنجیره آذرخش و توری پرندگان را روی تله موج سوار نمود. با نگرش به مسایل یاد شده و دیگر ویژگی‌های نامی، تله موج‌ها در برنامه استوان پستهای ۱۳۲ کیلوولت کمابیش روی CVT کار گذاشته خواهند شد.

## ساختار تله موج
موج گیرها کمابیش از یک سلف که دارای هسته هوا بوده و یک گنجینه خازن و ایستادگی که بگونه همراستا به یکدیگر به هم رسیده است، سازمان می‌یابد. از سیم پیچ، گردش خط بگونه یکراست گذشته و جنس آن کمابیش از آلومینیم بوده و نمای بیرونی موج گیر بگونه استوانه می‌باشد. گنجینه ایستادگی و خازن در درون سیم پیچ کار گذاشته شده و در یک موج گیر برای دگرگونی بسامد، اندازه سلف را ایستای نگه داشته و با دگرگونی گنجایش خازن این کار را انجام می‌دهند؛ از این رو به انباشتار آراستاری نیز می‌گویند.
برای پناه موج گیر در برابر افزوده ولتاژهای ناگهانی که شاید در دو سر موج گیر پدید آید، از آذرخشگیر بهره می‌بریم. آذرخشگیر بگونه‌ای برنامه‌ریزی می‌شود که در پی افزوده ولتاژهای برآمده از گردش چرخه کوتاه کار ننمایند. اندازه ولتاژ دو سر فره گیر در حالت چرخه کوتاه از پیوند زیر بدست می‌آید و ولتاژ کار فره گیر بایستی با ضریب ۱٫۱ فرمول زیر ارزیابی گردد:
Usc  = 23.14 f*L*Isc

## ویژگی‌های الکتریکی تله موج‌ها
گردش نامی و گردش‌های چرخه کوتاه از فروزگان موج گیرها بوده و پهنای باند بندنده به سه پارامتر سلف، خازن و ایستادگی داشته و در برنامه‌ریزی، کمابیش اندازه سلف را پایدار نگه داشته و می‌تواند یکی از شماره‌ها ۱ , ۰٫۵ , ۰٫۳۲ , ۰٫۲ , ۰٫۱ میلی هانری پنداشته شود و پهنای باند بندنده با دگرگونی اندازه ایستادگی (Rs)و انباشتار قابل دسترسی است.
دستکم اندازه ایستادگی از پیوند زیر بدست می‌آید:
Rs min= K3.14L (F1*F2)/(F2 – F1)
در فرمول بالا، K ضریب پایداری بوده و با نگرش به بسامدهای بالا و پایین باند بندنده می‌تواند از ۰٫۷۵ تا ۰٫۹ دگرگون شود. L اندازه سلف موج گیر و F1 و F2 دستکم و بیشینه بسامد پهنای باند بندنده می‌باشد. پس از پیدا کردن اندازه R و L، اندازه انباشتار را بگونه زیر می‌یابیم:
Zmin / Rmin =۱٫۴۲۴۱
موج گیرها در پست‌های فشار بالا در پایان خطوط و پس از ترانسفورماتور ولتاژ می‌باشند. موج گیرها تنها در دو پایان توانراه‌های که دستگاه PLC بین دو پست منتهی به خط داشته باشد، کار گذاشته می‌شوند.

## شیوه پل (Connect) تله موج به شبکه فشار بالا
یک تله موج LT در پایان توانراه (Transmission Line) و در آغاز دورنرفت به پست گذاشته شده و بگونه سری با شبکه پیوند داده می‌شود. این پرسمان دارای برجستگی و ارزش فراوانی است. زیرا با این باشه، تله موج باید بتواند نشانه‌های الکتریکی، مکانیکی و گرمایی گوناگونی را که از گردشهای نامی و چرخه کوتاه شبکه، افزوده ولتاژهای آذرخش و کلید زنی و … سرچشمه می‌گیرند و نیز باشه آب و هوایی و پیرامونی مانند آلودگی را بخوبی تاب بیآورد.
اینکه روی کدامیک از فازهای یک توانراه باید تله موج سوار شود، بستگی به این دارد که از چند فاز توانراه نیرو برای مخابره دانستار بهره برده شود. سامانه PLC می‌تواند با روش‌های گوناگون تک سیمه، دو سیمه یا سه سیمه انجام گیرد. گزینش یکی از این روشها به کنند و فاکتورهای گوناگونی بستگی داشته و از پیش نمی‌توان یک چهارچوب سراسری و فراگیر به نمایش گذاشت. به هر روی، در برنامه استوان پستهای ۱۳۲ کیلوولت توانایی سوار کردن تله موج روی هر سه فاز پیش بینی خواهد شد.
روی هم رفته از تله موج برای جدای کردن سامانه داده فرستی از سامانه توان بهره گرفته می‌شود. گاهی برای اینکه بتوانیم از دو بخش یک سامانه توان به هم پیوسته برای جابجایی دانستار گوناگون در یک باند بسامدی یکسان بهره بریم، از یک سامانه تله موج در حد فاصل این دو شبکه برای جدای نمودن آنها از دید مخابراتی بهره‌گیری می نمائیم. البته سفارش شده است که برای بهره‌گیری از یک پهنای بسامدی یکسان، دو سامانه باید دستکم به اندازه دو آزمون فرستادن توان از هم دور باشند، با افت نیازین در سیگنالهای مخابراتی پدید آمده و هم شنوایی (تداخل) چشم گیری در داده فرستی شبکه‌های وابسته پدید نیاید.

## روشهای گوناگون سوار کردن تله موج در پست فشار بالا
یک تله موج به دو شکل زیر در پست فشار بالای کار گذاشته می‌شود:

### سوار کردن تله موج به ریخت آویز (Supension mounting)
تله موج‌هایی که می‌بایست بگونه آویز کار گذاشته شوند باید به زنجیره‌های آویز (Suspension ring) مجهز باشند. کمابیش، این زنجیره‌ها بگونه یکراست به اسپایدر بالایی چسبیده می‌گردند و شمار آنها بسته به بزرگی تله موج شاید به دو، سه یا چهار عدد نیز افزایش یابد. در این شیوه سوار کردن باید اندازه تله موج، از دید راه‌های هوایی روا (Clearances) میان فازهای کنار و فاز میانی و ستون درگاه(گنتری)، مورد توجه باشند. گاهی شاید نیاز باشد، برای جلوگیری از نوسان تله موج و حفظ راه‌های هوایی روا، از یک زنجیره لنگر (Anchor ring)، که به اسپایدر زیرین به هم رسیده و تله موج به یاری آن مهار می‌شود، کمک گرفته شود. افزون بر اینکه در این شیوه پل، آهنگ تله موج در زمینه سرسختی کشش آن، که به شمار و ایستادگی کششی تسمه‌های نگهدارنده (Tie bars) بستگی دارد، ارزش می‌یابد.

### سوار کردن تله موج روی پایه (Pedestal mounting)
در این روش سوار کردن تله موج با یک پایه (Pedestal) آماده شده و روی مقره‌های پشتوانه‌ای کار گذاشته می‌شود. تله موج‌های کوچک با میانگین با وزن و ستل کوچک را کمابیش می‌توان روی خازن کوپلاژ یا روی CVT سوار نمود. این شیوه سوار کردن افزون بر اینکه از دید جاگیری بهتر است، هزینه‌های وابسته به سازه نگهدارنده و دیگر پیوندهای فشار بالا را نیز کاهش می‌دهد. در زمینه تله موج‌های بزرگ این شیوه سوار کردن عملی نموده و باید از سه یا چهار مقره پشتوانهی برای سوار کردن آنها سود جست. بر پایه نیاز، سوار کردن تله موج‌ها بگونه خوابیده نیز انجام می‌گیرد. هر چند سوار کردن ایستاده تله موج از دید داد و ستد گرمایی شایسته‌تر می‌باشد.
روی هم رفته، سوار کردن تله موج روی پایه از دید بهره‌برداری، جایگزینی یا آراستار شایسته‌تر است. هر چند دربارهٔ تله موج‌های بزرگ، تونراه‌های هوایی فاز- فاز نیازمند نگرندگی ویژه‌ای باشند.
بررسی آماری از پستهای ۱۳۲ کیلو ولت نشان می‌دهد که بیشتر توانراه‌های دارای تله موج‌هایی با اندوکتانس نامی بیشینه تا 0.5 mH و گردش نامی ۱۰۰۰ تا A 1250 هستند. در نمونه‌های کمی، تله موج‌های mH 1 نیز بکار گرفته شده است. بررسی اندازه‌های اندوکتانس و گردش نامی تله موج‌های بکار گرفته شده در رده ولتاژی ۱۳۲ کیلوولت و ویژگی‌های که از سوی سازندگان آورده می‌شود نشان می‌دهد که تله موج‌ها با ویژگی‌های بالا در بیشتر زمان‌ها، می‌توان بر روی CVT سوار کرد. با نگرش به برتری‌های پیشگفته برای سوار کردن تله موج روی CVT در کشیدار استوانی پستهای ۱۳۲ کیلوولت این شیوه پیشنهاد شده است. در نمونه‌های کمی که بیشتر در زمینه تله موج‌ها با اندوکتانس و با گردش نامی‌های بزرگ پیش می‌آید و به دلیل سنگینی و ستل و اندازه بزرگ، توانایی سوار کردن روی CVT را ندارد، تله موج‌ها آویخته کار گذاشته خواهند شد. در طراحی ستون درگاه(گنتری)ها، ویژگی‌های لازم از دید کمینه فاصله‌های‌های هوایی و طراحی چهارستون و فونداسیون آن برای سوار کردن آویزی حداکثر دو تله موج در نظر گرفته خواهد شد.